# West Lincoln
West Lincoln es un municipio canadiense situado en la provincia de Ontario.

## Superficie
West Lincoln tiene una superficie de 387,02 km².

## Demografía
En 2021, tenía 15 454 habitantes, una densidad poblacional de 39,9 hab./km², y 5422 viviendas.